# Manuel Hartl
Manuel Hartl (sinh 31 tháng 12 năm 1985) là một cầu thủ bóng đá Áo thi đấu ở vị trí tiền vệ cho FC Blau-Weiß Linz.